# Rivière Cachée (rivière Mauvaise)
La rivière Cachée est un affluent de la rivière Mauvaise coulant dans la ville de Saint-Raymond, dans la municipalité régionale de comté (MRC) de Portneuf, dans la région administrative de la Capitale-Nationale, dans la province de Québec, au Canada.
La vallée de la rivière Cachée est desservie par quelques routes forestières pour les besoins de la foresterie et des activités récréotouristiques.
Les principales activités économiques du secteur sont la foresterie ; les activités récréotouristiques, en second.
La surface de la rivière Cachée (sauf les zones de rapides) est généralement gelée de début décembre à fin mars, mais la circulation sécuritaire sur la glace se fait généralement de fin décembre à début mars. Le niveau de l'eau de la rivière varie selon les saisons et les précipitations ; la crue printanière survient en mars ou avril.

## Géographie
La rivière Cachée prend sa source à la confluence du lac Caché (longueur : 0,4 km ; altitude 404 m). L'embouchure de ce lac est situé à :
- 14,3 km au nord-ouest de la confluence de la rivière Cachée et du Bras du Nord ;
- 20,5 km au nord-ouest de Saint-Raymond ;
- 40 km au nord-ouest du fleuve Saint-Laurent.

À partir de cette confluence, la rivière Cachée coule sur 9,1 km généralement vers le sud-est et en zone forestière, avec une dénivellation de 248 m, selon les segments suivants :
- 3,7 km d’abord sur 2,4 km vers le sud notamment en traversant sur 0,4 km un petit lac forestier, puis sur 1,3 km vers l’est en traversant le lac Renversi (longueur : 1,3 km ; altitude : 274 m), jusqu’à son embouchure. Note : Le lac Renversi comporte une zone de marais dans sa partie ouest qui est délimitée par deux presqu’îles qui se font face. Ce lac reçoit aussi du côté ouest la décharge du Lac No Good ;
- 0,8 km vers l’est dans une vallée encaissée, jusqu'à la décharge (venant du sud) du Lac Morasse et du Petit Lac Morasse ;
- 3,0 km vers l’est dans une vallée bien encaissée en courbant vers le sud-est en contournant une montagne, jusqu’à la décharge de "Les Trois Petits Lacs" ;
- 0,3 km vers le nord-est dans une petite plaine, jusqu’à son embouchure[2].

L'embouchure de la rivière Cachée se déverse sur la rive ouest de la rivière Mauvaise, soit du côté sud du hameau "Rivière-Mauvaise". Cette confluence est située à :
- 1,2 km au nord-est d’un sommet de montagne (altitude : 490 m ;
- 3,9 km à l’ouest de l’embouchure de la rivière Mauvaise et du Bras du Nord ;
- 9,7 km au nord-ouest du pont de la route 365 qui passe au centre-ville de Saint-Raymond ;
- 50,5 km au nord de la confluence de la rivière Sainte-Anne et du fleuve Saint-Laurent[2].

À partir de l’embouchure de la rivière Cachée, le courant coule successivement selon les segments suivants, sur :
- 9,0 km en suivant le cours de la rivière Mauvaise ;
- 11,7 km généralement vers le sud en suivant le cours du Bras du Nord ;
- 76,0 km généralement vers le sud et le sud-ouest en suivant le cours de la rivière Sainte-Anne, jusqu'à la rive nord-ouest du fleuve Saint-Laurent[2].

## Toponymie
Le toponyme rivière Cachée a été officialisé le 5 décembre 1968 à la Banque des noms de lieux de la Commission de toponymie du Québec.